# پروانه عمومی همگانی آفرو
پروانه عمومی همگانی آفرو (به انگلیسی: Affero General Public License)، که معمولاً به صورت خلاصه آفرو جی‌پی‌ال و ای‌جی‌پی‌ال نامیده می‌شود، به دو مجوز مجزا، ولی مرتبط تاریخی، اشاره می‌کند:
- پروانه عمومی همگانی آفرو، نسخۀ ١: منتشر شده توسط موسسۀ آفرو در مارس ٢٠٠٢[۴]،
- پروانه عمومی همگانی آفرو، نسخۀ ٣: منتشر شده توسط بنیاد نرم‌افزار آزاد در نوامبر ٢٠٠٧ [۵].

## نمونه نرم افزارهای تحت این پروانه
بر طبق گفته ی توسعه دهنده کتابخانه Flask  ، این پروانه به طرز وحشتناکی موفقیت آمیز و شناخته شده است، به خصوص در میان استارتاپ ها. از جمله پروژه هایی که تحت این پروانه فعالیت میکنند میتوان به Stet, SugurCRM  و MongoDB اشاره کرد.